# 天目金粟兰
天目金粟兰（学名：Chloranthus tianmushanensis）是金粟兰科金粟兰属的植物，为中国的特有植物。分布于中国大陆的浙江等地，生长于海拔1,050米的地区，多生长在山坡林中阴湿地，目前尚未由人工引种栽培。